# Formula di camminamento
La formula di camminamento consente di calcolare l'area di una qualsiasi figura piana di {\displaystyle n} lati non curvi. È una formula che snellisce i tempi di calcolo di un'area di una figura avente un numero elevato di lati, evitando di utilizzare il sistema per triangolazione. 
Per applicare questa formula è necessario conoscere:
- {\displaystyle n-1} lati del poligono;
- {\displaystyle n-2} angoli compresi tra gli {\displaystyle n-1} lati noti.

Siano:
- {\displaystyle L_{i}} il lato {\displaystyle i}-esimo del poligono, con {\displaystyle i=2,\ldots ,n-1;}
- {\displaystyle L_{j}} il lato {\displaystyle j}-esimo del poligono, con {\displaystyle j=1,\ldots ,n-2;}
- {\displaystyle \alpha _{h}} l'angolo interno {\displaystyle h}-esimo del poligono, con {\displaystyle h=j,\ldots ,n.}

La formula è
{\displaystyle A={1 \over 2}{\sum _{j=1}^{n-2}\left[\sum _{i=j+1}^{n-1}(-1)^{i+j+1}L_{j}\ L_{i}\sin \left(\sum _{h=j}^{i-1}\alpha _{h}\right)\right]}.}
La stessa formula può essere espressa in forma matriciale ed in particolare indicando con {\displaystyle k} il numero dei lati noti ({\displaystyle k=n-1}), la versione matriciale compatta diviene:
{\displaystyle A=L_{1,k-1}^{T}\cdot \Lambda \cdot \ L_{2,k},}
dove {\displaystyle L_{1,k-1}^{T}} è il vettore riga contenente i primi {\displaystyle k-1} lati, ossia 
{\displaystyle L_{1,k-1}={\begin{bmatrix}L_{1}\\\vdots \\L_{k-1}\end{bmatrix}}.}
Similmente {\displaystyle L_{2,k}} è il vettore colonna le cui componenti in ordine rappresentano i lati del poligono partendo dal secondo fino al {\displaystyle k}-esimo, cioè
{\displaystyle L_{2,k}={\begin{bmatrix}L_{2}\\\vdots \\L_{k}\end{bmatrix}}.}
Infine {\displaystyle \Lambda } è una matrice triangolare superiore di ordine {\displaystyle k-1.} In particolare lungo la diagonale principale sono disposti in ordine i valori dei seni degli angoli noti, mentre risulteranno nulli tutti i termini al di sotto della diagonale principale. Al di sopra di quest'ultima i termini della matrice sono espressi dalla seguente relazione:
{\displaystyle \Lambda _{i,j}=(-1)^{i+j}\sin \left(\sum _{h=i}^{j}\alpha _{h}\right).}
Complessivamente la matrice è così definita:
{\displaystyle \Lambda ={\begin{bmatrix}\sin \alpha _{1}&-\sin(\alpha _{1}+\alpha _{2})&\cdots &\cdots &(-1)^{k}\sin(\alpha _{1}+\cdots +\alpha _{k-1})\\0&\sin \alpha _{2}&\cdots &\cdots &(-1)^{k+1}\sin(\alpha _{2}+\cdots +\alpha _{k-1})\\\vdots &0&\ddots &\vdots &\vdots &\\\vdots &\vdots &0&\Lambda _{i,j}&\vdots &\\0&0&0&0&\sin \alpha _{k-1}\end{bmatrix}}.}